# Jürgen Wanzlick

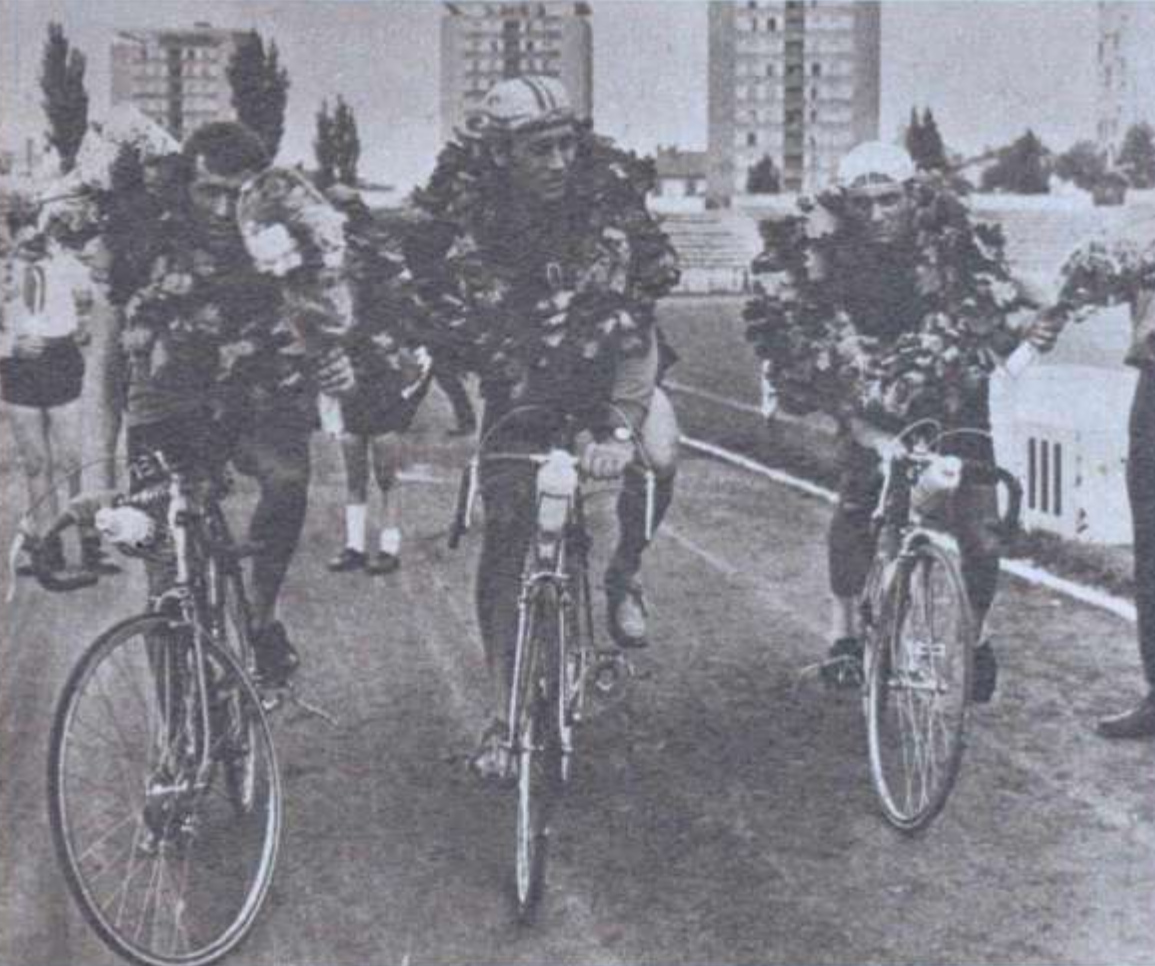
Jürgen Wanzlick (Mitte) nach der ersten gewonnenen Etappe der Rumänien-Rundfahrt 1969

Jürgen Wanzlick  (* 29. März 1945) ist ein ehemaliger deutscher Radrennfahrer und DDR-Meister im Radsport.

## Sportliche Laufbahn
Wanzlick startete für den SC Dynamo Berlin und wurde 1964 DDR-Meister mit seinem Vereinskameraden Kurt Pommerenke im Zweier-Mannschaftsfahren, 1966 konnte er die Silbermedaille mit Günter Weihe gewinnen. Zudem wurde er mit dem SC Dynamo Berlin Vize-Meister in der Mannschaftsverfolgung. 1969 gewann er den Großen Sachsen-Preis und wurde Zweiter der Jahresbestenliste des Deutschen Radsport-Verbandes der DDR. In jenem Jahr feierte er auch seinen größten Erfolg mit dem Sieg bei der Rumänien-Rundfahrt. 1970 gewann er Straßenrennen in Ungarn und Bulgarien. 1971 wurde er mit seinem Verein Vize-Meister im Mannschaftszeitfahren und beendete zum Saisonende seine Laufbahn.